# اتحادیه گانگانانداپور
اتحادیه گانگانانداپور (به لاتین: Ganganandapur Union) یک منطقهٔ مسکونی در بنگلادش است که در Jhikargacha Upazila (Riaj Ahmed Shuvo) واقع شده‌است.
 اتحادیه گانگانانداپور ۱۱۷٫۸۷ کیلومتر مربع مساحت و ۳۰٬۵۲۶ نفر جمعیت دارد.